# Government House (Darwin)

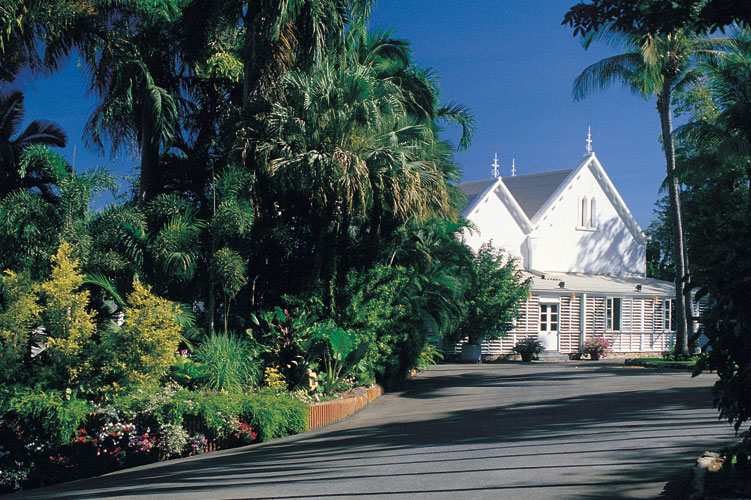
Nordseite des Government House

Das Government House (wörtlich übersetzt Regierungsgebäude) in Darwin ist die offizielle Residenz und der Amtssitz des Administrators des Northern Territory.
Das Government House in Darwin ist das älteste europäische Gebäude des Northern Territory. Die ursprüngliche Residenz wurde 1870/1871 auf einem natürlichen Plateau mit Sicht auf Port Darwin errichtet. Der erste Resident des Government Hous, Captain William Bloomfield Douglas, ließ eine Veranda und weitere Räume aus Holz hinzufügen. Der zweite Bewohner des Hauses, George Byng Scott ließ ein zweites Gebäude errichten, jedoch wurde dieses von Termiten zerstört, so dass dessen Nachfolger Edward William Price es wieder abreißen ließ. In den Jahren 1878/1879 wurde vom Architekt John George Knight der Grundriss geschaffen, so wie er auch noch heute existiert. Nach seiner Ernennung zum Administrator des Northern Territory benannte Dr. John Anderson Gilruth das Gebäude von Residenz in Government House um.
Das Government House wurde 1980 in das Register of the National Estate aufgenommen und am 15. März 1996 im Heritage Conservation Act (Northern Territory) zum Kulturerbe ernannt.
Am 17. Dezember 1918 führte der Unmut über den amtierenden Administrator John Gilruth zu einer Demonstration mit 1000 Beteiligten, die Gilruths Rücktritt forderten und einen Gisant, der Gilruth darstellte, verbrannten.
Das Government House enthält eine große Gästesuite, den Queen’s Bedroom, der nach Elisabeth II. benannt ist, die das Government House im Oktober 1982 besuchte. Des Weiteren gibt es mehrere Speise- und Schlafzimmer im Haus. Die Fläche des Gartens des Government House beträgt 1,4 Hektar.